# Liste des cardinaux créés par Jean XXIII (antipape)
L'antipape Jean XXIII (1410-1415) a créé 15 pseudo-cardinaux dans 4 consistoires.

## 6 juin1411
- Francesco Lando, patriarche latin de Constantinople
- Antonio Panciera, patriarche d'Aquilée
- Alamanno Adimari, archevêque  de Pise
- João Alfonso Esteves, archevêque de Lisbonne
- Pierre d'Ailly, évêque de Cambrai
- Georg von Liechtenstein-Nicolsburg, prince-évêque de Trente (1)
- Tommaso Brancaccio, évêque de Tricarico
- Branda Castiglioni, évêque de Plaisance
- Thomas Langley, évêque de Durham (1)
- Robert Hallam, évêque de Salisbury (1)
- Gilles Deschamps, évêque de Coutances
- Guglielmo Carbone, évêque de Chieti
- Guillaume Fillastre, doyen de la cathédrale de Reims
- Lucido Conti, protonotaire apostolique
- Francesco Zabarella, évêque de Florence.

(1) n'accepte pas la promotion.

## 13 avril1413
- Simon de Cramaud, archevêque de  Reims

## 18 novembre1413
- Giacomo Isolani

## Septembre1414
- Pierre de Foix, O.F.M., le vieux, évêque de Lescar